# Protolengua
Una protolengua o lengua reconstruida es la reconstrucción probable de la lengua original de un grupo de lenguas, sea una rama o una familia, sobre la base de las coincidencias y rasgos comunes a dicha familia de lenguas que no constituyan innovaciones o préstamos.

## Reconstrucción de la fonología
Dicha reconstrucción se realiza mediante la comparación de lenguas o método comparativo de dicho grupo aplicando los métodos de la lingüística histórica. Normalmente el proceso de reconstrucción empieza reconstruyendo el nivel fonético-fonológico de la lengua madre, lo cual se hace en tres etapas:
1. Se establecen listas de cognados, es decir, palabras con significado idéntico o muy parecido y que tienen formas fonéticas cercanas o relacionables mediante leyes fonéticas.
2. Se establecen correlaciones regulares entre sonidos en forma de leyes fonéticas.
3. Para cada correlación regular se conjetura el fonema o fonemas que podían haber sido los originales en la protolengua y que por diferentes evoluciones regulares dieron lugar a diferentes sonidos (la regularidad de la evolución es lo que explicaría la ocurrencia de correlaciones regulares y leyes fonéticas).

Naturalmente, este proceder no puede hacer olvidar la existencia de leyes fonéticas que relacionan sonidos o segmentos muy distintos entre sí, como los famosos casos (Meillet) existentes entre el armenio y las restantes lenguas indoeuropeas. Es más, este tipo de correspondencias inexplicables por mera casualidad son las preferidas por los comparatistas para su labor en este apartado, al igual que en morfología son muy relevantes las irregularidades compartidas.

## Verosimilitud de la reconstrucción
Es importante entender que habitualmente la reconstrucción se aplica a una lengua que dejó de hablarse hace tiempo, y generalmente es desconocida en su mayoría, es decir, no existen inscripciones o referencias escritas. Dicho proceso de reconstrucción pretende conjeturar cuál fue el camino seguido en la evolución de la lengua, y recorrerlo en sentido inverso. 
Históricamente, la primera protolengua reconstruida fue el protoindoeuropeo o indoeuropeo común, lengua madre que habría dado lugar a las lenguas romances, germánicas, célticas, bálticas, griegas, eslavas e indoiranias entre otras. Esto se realizó a finales del siglo XIX, y entonces el método comparativo adquirió un carácter plenamente científico (inducción + deducción). Desde entonces se han hecho decenas de reconstrucciones de otras protolenguas. Con todo, la reconstrucción interna puede y debe a veces aplicarse al resultado de la comparación (i.e., a la protolengua de primer grado) o a diferentes etapas de la prehistoria de las lenguas particulares, no solo para descubrir nuevos procesos o formas, sino para establecer cronologías relativas entre estos.
Las palabras reconstruidas sobre la base de evidencia lingüística fiable se escriben precidadas de *.

## Protolenguas reconstruidas
La siguiente lista contiene enlaces a algunas protolenguas reconstruidas de las que existen artículos en Wikipedia:
- Protocelta
- Protoálgico
- Protoaustronesio
- Protonostrático (?)
- Protodené-caucásico (?)
- Idioma protosudánico (?)
- Idioma protopóntico
- Idioma protoaltaico
- Idioma protohmong-mien
- Protofinoúgrio
- Proto-tocario
- Protoaustronesio
- Protomunda
- Protojemer
- Protomixezoqueano
- Proto-trans-neoguineano
- Protourálico
- Protomalayo-polinesio
- Proto-oceánico
- Protopacífico central
- Protopolinesio
- Protoeslavo
- Protogermánico
- Protoindoeuropeo
- Protoiranio
- Protoindoario
- Protoitálico
- Protorromance
- Protojapónico
- Protokartveliano
- Protoabazgi
- Protodravídico meridional
- Protoesquimal
- Protoinuit
- Protoáslico
- Protootomí
- Protomixteco
- Protoquechua
- Protosemítico
- Protoutoazteca
- Protovasco
- Protogeorgiano-zan
- Protojapónico
- Proto-armenio
- Proto-helénico
- Protonórdico
- Protomayense
- Proto-totonaco-tepehua
- Protoindoiranio
- Protofinoúgrio
- Protoiranio
- Protonahua
- Proto-tupí
- Protobereber
- Protobantú
- Proto-torresbanks
- Protobáltico
- Protodravídico
- Protomongólico
- Protoanatolio
- Protochukoto-kamchatka
- Protocaucásico noroccidental
- Protoyeniseiano
- Prototucán
- Protobáltoeslavo